# Lesotho Correctional Services FC
El Lesotho Correctional Services es un equipo de fútbol de Lesoto que pertenece a la Primera División de Lesoto, la competición de fútbol más importante del país.

## Historia
Fue fundado en el año 1999 en la capital Maseru y nacieron con el nombre de Lesotho Prisons Service, en relación con el sistema carcelario de Lesoto. Como Lesotho Prisons Service lograron ganar sus dos primeras ligas, ambas a inicios del siglo 21.
A partir de la temporada 2004-05 cambiaron el nombre por el de Lesotho Correctional Services, el cual tienen actualmente.

## Palmarés
- Lesotho Premier League: 6

2000, 2002 (como Lesotho Prisons Service)
2007, 2008, 2011, 2012

## Participación en competiciones de la CAF
| Temporada | Torneo                      | Ronda      | Club           | Casa | Visita | Global |
| --------- | --------------------------- | ---------- | -------------- | ---- | ------ | ------ |
| 2008      | Liga de Campeones de la CAF | 1          | Platinum Stars | 1-0  | 0-4    | 1-4    |
| 2012      | Liga de Campeones de la CAF | 1          | URA SC         | 0-3  | 0-0    | 0-3    |
| 2013      | Liga de Campeones de la CAF | Preliminar | Dynamos FC     | 1-0  | 0-3    | 1-3    |